# Riverdale (serie televisiva)
Riverdale è una serie televisiva statunitense di genere teen drama e thriller basata sui personaggi della serie a fumetti Archie della Archie Comics, già adattati in sceneggiati radiofonici, cartoni animati e film. La serie è stata adattata per The CW dal capo creativo degli Archie Comics, Roberto Aguirre-Sacasa, ed è prodotta dalla Warner Bros. Television e dalla CBS Television Studios, in associazione con Berlanti Productions e Archie Comics. Originariamente concepita come adattamento cinematografico per la Warner Bros. Pictures, l'idea è stata reimmaginata come serie televisiva per la Fox. Nel 2015, lo sviluppo del progetto è passato alla The CW, dove la serie è stata ordinata per un pilot. Le riprese si svolgono a Vancouver, in British Columbia.
La serie presenta il cast basato sui personaggi degli Archie Comics: KJ Apa nel ruolo di Archie Andrews; Lili Reinhart come Betty Cooper, Camila Mendes come Veronica Lodge e Cole Sprouse nei panni di Jughead Jones, il narratore della serie. Nel cast ci sono anche Madelaine Petsch nei panni di Cheryl Blossom, Ashleigh Murray nei panni di Josie McCoy, Casey Cott nei panni di Kevin Keller, Charles Melton e Ross Butler nei panni di Reggie Mantle e Vanessa Morgan nei panni di Toni Topaz. Altri personaggi della serie includono i genitori dei personaggi principali: Luke Perry come Fred Andrews, Mädchen Amick come Alice Cooper, Marisol Nichols e Mark Consuelos come Hermione e Hiram Lodge, e Skeet Ulrich come FP Jones.
La serie ha debuttato il 26 gennaio 2017, con recensioni altamente positive, diventando in poco tempo una serie cult. Nel gennaio 2019, The CW ha rinnovato la serie per una quarta stagione di 19 episodi. Il 7 gennaio 2020 la serie viene rinnovata per una quinta stagione. Il 3 febbraio 2021 viene rinnovata per una sesta stagione, il 22 marzo 2022 viene rinnovata per una settima stagione. Nel maggio dello stesso anno la CW annuncia che sarebbe stata l'ultima della serie, in onda dal 29 marzo al 23 agosto 2023.
Il 26 ottobre 2018 è stata pubblicata su Netflix la prima stagione di Le terrificanti avventure di Sabrina, serie ambientata nello stesso universo di Riverdale, ma con personaggi diversi.

## Trama
La serie narra la vita di quattro grandi amici: Archie, Betty, Jughead e Veronica nella piccola città di Riverdale ed esplora l'oscurità nascosta dietro la sua immagine apparentemente perfetta. La serie è costruita tramite una struttura corale che suddivide la trama in diverse vicende nelle quali sono coinvolti uno o più personaggi, mostrando le relative interazioni fra di essi. I fatti si svolgono prevalentemente nella fittizia cittadina di Riverdale, idealmente ubicata sulla costa Est degli Stati Uniti e che dà il titolo allo show; tuttavia sono talvolta menzionati e mostrati altri luoghi di fantasia (come nel caso di Greendale, cittadina appartenente all'universo Archie Comics in cui ha luogo lo spin-off Le terrificanti avventure di Sabrina) o reali (come New York o Toledo). A livello temporale, la serie si ambienta in un presente mai del tutto specificato. Il filo conduttore di ogni stagione è un mistero da risolvere (l'omicidio di Jason nella prima stagione, gli attacchi e l'identità del serial killer Black Hood nella seconda, Gryphons & Gargoyles e la fattoria nella terza, il mistero della Stonewall e le videocassette nella quarta), al quale si collegano una serie di altri avvenimenti secondari o direttamente connessi a esso e pertanto finalizzati alla sua risoluzione. L'intero corso degli eventi è raccontato da un narratore onnisciente, coincidente con il personaggio di Jughead Jones.

### Prima stagione
La tranquilla cittadina di Riverdale viene sconvolta dalla morte di Jason Blossom, avvenuta per un apparente annegamento nello Sweetwater River, provocato da un incidente la mattina del 4 luglio. Quando il cadavere di Jason è stato finalmente ritrovato, con un'evidente ferita da arma da fuoco sulla fronte, il caso viene riaperto come omicidio. La città ha perso l'equilibrio che la contraddistingue per lasciare spazio a sospetti, sotterfugi e scoperte inimmaginabili.

### Seconda stagione
Dopo la risoluzione del caso di omicidio ai danni di Jason Blossom, Riverdale è tutt'altro che tornata a essere la cittadina sicura di un tempo. Tra le sue strade, infatti, si aggira Black Hood, un misterioso giustiziere col cappuccio e una maschera, che ha l'obiettivo di eliminare la corruzione presente in città. L'arrivo di Hiram Lodge e la sempre più accesa rivalità tra Northside e Southside saranno solo ulteriori problemi che mineranno le vite dei cittadini di Riverdale.

### Terza stagione
Gli equilibri di Riverdale sono nuovamente distrutti dall'incarcerazione di Archie, innocente e incastrato da Hiram Lodge tramite la corruzione della polizia locale per un omicidio. Nel frattempo, se l'odio tra Northside e Southside sembra essersi fermato, un altro problema è dietro l'angolo: un misterioso gioco di ruolo, Gryphons & Gargoyles, comincia a passare di mano in mano tra gli adolescenti della città, provocando inspiegabili suicidi e riportando a galla un oscuro segreto risalente ad anni prima, custodito dai genitori dei protagonisti fin dall'adolescenza. Hiram Lodge continua con i suoi loschi traffici di droga che getteranno la città in situazioni estremamente pericolose. Inoltre un gruppo noto come "La Fattoria" si espande misteriosamente in città reclutando quanti più abitanti possibili.

### Quarta stagione
Dopo la scomparsa di Gryphons & Gargoyles e la fuga dei membri della Fattoria dalla città di Riverdale, Archie e i suoi amici si apprestano a frequentare il loro ultimo anno di liceo ma per Archie le cose non si mettono bene a partire dalla morte del padre Fred Andrews (la morte di Fred è stata inserita in seguito alla morte dell'attore che lo interpreta, Luke Perry).
Il quartetto formato da Archie, Veronica, Betty e Jughead continua a fare ciò che riesce loro meglio: indagare e cacciarsi nei guai. Jughead diventa uno studente della Stonewall Prep, scuola che presenta un ottimo corso di scrittura, ma i suoi compagni iniziano a prenderlo di mira e gli eventi diventano sempre più improbabili e perversi.

### Quinta stagione
Dopo essersi diplomati, i ragazzi di Riverdale prendono tutti strade diverse: Archie si arruola nell'esercito, arrivando a ricoprire il grado di Sergente e compie varie missioni, anche al di fuori degli Stati Uniti; Jughead si dedica alla sua carriera da scrittore a New York, ha pubblicato il suo primo libro che è stato un successo ma adesso è in preda al blocco dello scrittore; Betty diventa una recluta dell'FBI a Quantico e sta dando la caccia al killer di cui non si saprà l'identità; Veronica conduce una vita agiata a New York ed è sposata con Chadwick Gekko, che lavora a Wall Street. Sette anni dopo però si ricongiungono nella cittadina di Riverdale, dopo l'apparizione di un nuovo mistero tutto da scoprire.

### Sesta stagione

#### Prima parte:Rivervale
La prima parte della sesta stagione è uno speciale di 5 episodi chiamato Rivervale. Dopo la fine degli eventi della quinta stagione, che sembrava portare un destino già scritto, tutti i ragazzi si trovano improvvisamente in un mondo chiamato Rivervale, un mondo parallelo rispetto a Riverdale dove tutti gli eventi della cittadina non sono mai successi. In questo mondo, molto più oscuro della sua controparte reale, ci sono maledizioni, fantasmi ed altri eventi paranormali, tuttavia non sembrano esserci legami con molti eventi passati della città di Riverdale, come la presenza di Hiram come tiranno. Questa serie evento contiene, all'interno del suo quarto episodio, un crossover con la serie Le terrificanti avventure di Sabrina, avendo come ospite la strega Sabrina Spellman. Per tutti i ragazzi non è successo niente, non essendo coscienti dell'esistenza di Riverdale, ma Jughead, che sembra essere l'unico ad accorgersi che qualcosa non va, dovrà riuscire a risolvere il mistero di come mai si trovi in questo universo parallelo e cosa (o chi) lo abbia causato, cercando anche di trovarne una via per uscirne.

#### Seconda parte:Riverdale
Nella seconda parte i ragazzi si risvegliano dopo il finale della stagione 5, tuttavia con la modifica degli eventi accaduta in Rivervale. Archie, Jug e Betty iniziano a manifestare segni di poteri paranormali e devono affrontare l'arrivo in città di un misterioso individuo che sembra poter manipolare le persone, Percival Pickens. Percival riesce a bloccare la città di Riverdale sotto una sorta di cupola magica trasparente, impedendo ai cittadini di lasciare la città, mentre una cometa è diretta verso Riverdale per distruggerla per sempre. Cheryl, grazie alla magia, riesce a trattenere la cometa, e Percival viene sconfitto. Tuttavia, per poter salvare gli abitanti della città, negli ultimi minuti dell'ultima puntata tutti i presenti vengono inviati in una linea temporale alternativa, tornando a essere adolescenti e vivendo nella Riverdale degli anni '50.

### Settima stagione
L'intera stagione è ambientata nella Riverdale degli anni '50, dove i protagonisti, tornati adolescenti, vivono i loro ultimi anni di scuola, senza essere consapevoli della loro vita precedente. Nel corso delle puntate, essi si dedicano allo sport, allo studio, si innamorano, hanno appuntamenti, discutono con i loro familiari, e cercano di capire cosa fare dopo il liceo. Nel penultimo episodio, la Tabitha Tate della linea temporale precedente appare per informare i personaggi degli eventi accaduti nelle prime sei stagioni, consentendo loro di vedere gli eventi su una televisione, pur non potendo restituire loro tutti i ricordi, e non potendoli neppure riportare nella linea temporale originale. Nell'ultimo episodio, Betty, oramai 86enne, e ultima cittadina della vecchia Riverdale ancora in vita, è guidata dal giovane Jughead, che appare come una sorta di fantasma e narratore, nel passato, per rivivere l'ultimo giorno di scuola. Viene reso noto il destino di tutti i personaggi: Archie lascia Riverdale, viaggia, si sposa e ha una famiglia, si guadagna da vivere lavorando nell'ambito dell'edilizia e talvolta si dedica ancora alla scrittura di poesie, e dopo la sua morte, il suo corpo viene riportato a Riverdale e seppellito accanto a quello del padre; Jughead non si è mai sposato, ma ha fondato una casa editrice di fumetti di genere satirico che ha avuto grande successo tra i più giovani; Veronica si è trasferita a Los Angeles, dove ha lavorato come produttrice di film e ha vinto anche due oscar; Betty non si è mai sposata, ma ha adottato una figlia, Carla, da cui ha avuto una nipote; Cheryl e Toni sono andate a vivere assieme e sono diventate madri, e la prima ha avuto successo come pittrice, mentre la seconda ha portato avanti la lotta per i diritti umani; Kevin e Clay sono andati a vivere assieme, hanno condiviso un appartamento per tutta la loro vita, e il primo è diventato un produttore di musical, mentre il secondo è diventato un docente universitario; Reggie si è innamorato, si è sposato, ha avuto due figli, e ha lasciato loro in eredità le sue proprietà; Polly, la sorella di Betty, ha avuto due gemelli; Alice, la madre di Betty, ha divorziato, ha lavorato come hostess, e si è poi risposata e ha viaggiato per il mondo con il suo nuovo marito; Julian, il fratello di Cheryl, si è arruolato dopo il liceo, ed è morto a 28 anni durante la guerra del Vietnam; Tom Keller, il padre di Kevin, e Frank Andrew, lo zio di Archie, dopo aver intrattenuto una relazione per un po' di tempo sono stati uccisi in una sparatoria; Fangs ha ottenuto un disco d'oro per un suo singolo e ha iniziato un tour musicale, ma è morto durante l'estate dopo il liceo, lasciando comunque alla fidanzata Midge e alla figlia i soldi dei diritti della sua musica; Mary, la madre di Archie, ha acquistato il negozio di vestiti in cui lavorava, dove ha conosciuto una cliente, divenuta sua amica e poi sua coinquilina. Dopo aver passato un'ultima giornata da adolescente, l'anziana Betty muore. Dopo essere morta, Betty, con l'aspetto da 17enne, entra da Pop's, dove ritrova tutti i suoi amici, anch'essi morti e tornati ad avere l'aspetto di adolescenti nell'aldilà, e condivide un frullato alla fragola con i presenti. Fuori da Pop's, Jughead, il narratore della serie, stabilisce che questo è il finale della storia di Riverdale.

## Episodi
| Stagione         | Episodi | Prima TV USA | Distribuzione Italia |
| ---------------- | ------- | ------------ | -------------------- |
| Prima stagione   | 13      | 2017         | 2017                 |
| Seconda stagione | 22      | 2017-2018    | 2018                 |
| Terza stagione   | 22      | 2018-2019    | 2019                 |
| Quarta stagione  | 19      | 2019-2020    | 2020                 |
| Quinta stagione  | 19      | 2021         | 2021-2022            |
| Sesta stagione   | 22      | 2021-2022    | 2022                 |
| Settima stagione | 20      | 2023         | 2023                 |

## Produzione

### Sviluppo

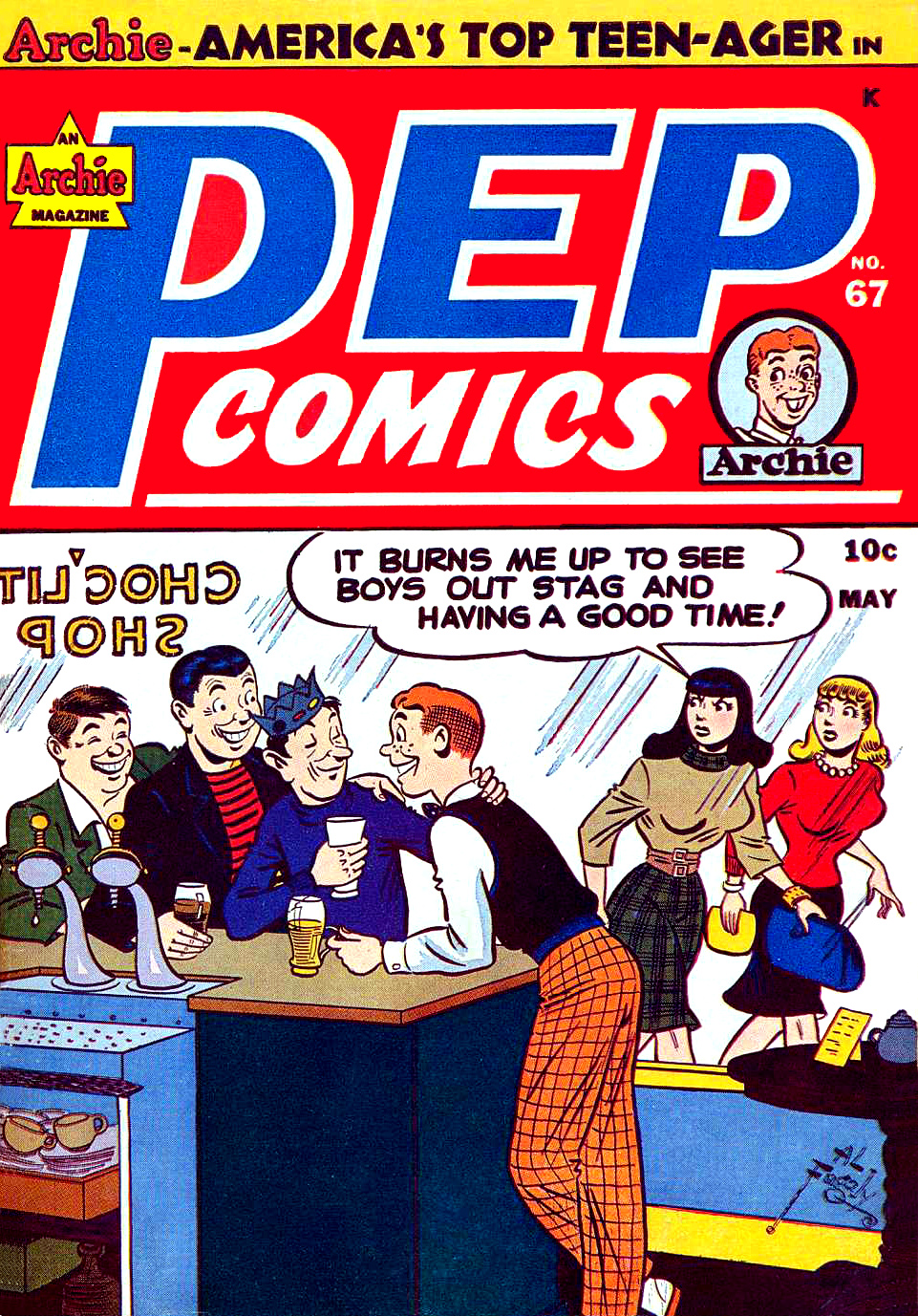
I protagonisti di Archie, su cui si basa la serie, sulla copertina di Pep n. 67 (maggio 1948)

La Warner Bros. ha iniziato lo sviluppo di un lungometraggio, Archie, nel 2013, dopo un passo avanti dello scrittore Roberto Aguirre-Sacasa e del regista Jason Moore che avrebbe collocato la gang di Archie in un film commedia per adolescenti come nei film di John Hughes. Il duo portò il progetto alla Warner Bros., dove un VP li ha raccomandati ad una direzione più alta che coinvolge viaggi nel tempo o portali interdimensionali, suggerendo a Louis C.K. di interpretare un Archie più anziano. Dan Lin e Roy Lee sono diventati produttori del progetto, che alla fine si è fermato quando le priorità si sono spostate verso film più grandi ed è stato re-inventato come serie televisiva.
La serie Riverdale era originariamente in fase di sviluppo alla Fox, con la rete che ha sbaragliato il progetto nel 2014 con un contratto di sceneggiatura. Tuttavia, la Fox non è andata avanti con il progetto. Nel 2015, lo sviluppo della serie è stato spostato alla The CW, che ha ordinato ufficialmente un pilot il 29 gennaio 2016.
Il 7 marzo 2017, The CW ha annunciato che la serie sarebbe stata rinnovata per una seconda stagione. Il 2 aprile 2018, The CW ha rinnovato la serie per una terza stagione, che è stata trasmessa dal 10 ottobre 2018.
Il 31 gennaio 2019, The CW ha rinnovato la serie per una quarta stagione, che sarà composta da 22 episodi.
l 7 gennaio 2020 la serie è stata rinnovata per una quinta stagione.
Il Capitolo quarantanove: "Fuoco cammina con me" è stato il primo episodio ad essere dedicato a Luke Perry, morto due giorni prima della trasmissione dell'episodio.
Il 3 febbraio 2021, la serie è stata rinnovata per una sesta stagione, divisa in due parti, ed è stata presentata per la prima volta il 16 novembre 2021.
Il 22 marzo 2022, The CW ha rinnovato la serie per una settima stagione.
Il 19 maggio 2022, è stato annunciato che la serie si concluderà con la sua settima stagione in arrivo, la cui première è prevista per il 2023.

### Casting
Il casting per trovare Archie è stato un processo difficile, con Aguirre-Sacasa che ha dichiarato: "Penso che abbiamo letteralmente visto ogni giovane ragazzo dai capelli rossi a Los Angeles o almeno così ci sembrava." Il team di produzione ha trovato KJ Apa solo tre giorni prima che dovessero presentare il test della rete al network, ciò ha creato tensioni negli ultimi giorni fino alla presentazione in studio. Il 9 febbraio 2016 Cole Sprouse e Lili Reinhart furono i primi ad entrare nel cast principale, per i ruoli di Jughead Jones e Betty Cooper. Nei giorni seguenti si unirono al cast anche K.J. Apa, per il ruolo del protagonista Archie Andrews; Ashleigh Murray, per il ruolo di Josie McCoy; Madelaine Petsch, per il ruolo di Cheryl Blossom; Luke Perry, per il ruolo del padre di Archie, Fred Andrews; e Camila Mendes, per la parte di Veronica Lodge.
Il mese seguente furono ingaggiati anche Marisol Nichols e Mädchen Amick, rispettivamente per i ruoli di Hermione Lodge e Alice Cooper, oltre a Ross Butler, Cody Kearsley, Daniel Yang e Casey Cott, quest'ultimo per il ruolo di Kevin Keller, il primo personaggio apertamente omosessuale dell'universo Archie Comics. Dopo la produzione del pilot, tra i mesi di agosto e settembre, nel cast ricorrente si aggiunsero Skeet Ulrich, interprete di FP Jones, Robin Givens, interprete di Sierra McCoy, e Shannon Purser, divenuta nota poche settimana prima grazie al suo debutto televisivo in Stranger Things, per il ruolo di Ethel Muggs. A ottobre fu inoltre annunciata la presenza di Raúl Castillo, per il ruolo di Oscar, mentre a dicembre quella di Molly Ringwald, interprete di Mary Andrews, la madre di Archie.

### Concezione
Riverdale, dal nome della città fittizia in cui è ambientata, la stessa protagonista di vari fumetti della Archie Comics, era stata originariamente concepita per la Fox, entrando formalmente in pre-produzione nel corso del 2014. Tuttavia la Fox, non pienamente convinta dal progetto sviluppato dal direttore creativo della Archie Comics Roberto Aguirre-Sacasa insieme al produttore Greg Berlanti, rinunciò a portarlo avanti. Nel corso del 2015 il progetto fu quindi acquisito dalla The CW, rete che già trasmetteva diverse serie scritte e prodotte da Berlanti, la quale ordinò la produzione di un episodio pilota il 29 gennaio 2016, prima di confermare la produzione di una prima stagione completa il seguente 13 maggio.
Rispetto ai fumetti, la serie offre un approccio più cupo, mescolando dramma sexy, maldicenze, gialli e omicidi; differentemente quindi dalle tradizionali sfumature più dolci che per decenni hanno caratterizzato i personaggi di Archie, la serie segue una via più tenebrosa iniziata particolarmente con il fumetto horror del 2013 Afterlife with Archie, anch'esso scritto da Aguirre-Sacasa. Per le atmosfere misteriose e il tema centrale dell'omicidio fu accostata, a partire dal suo autore, a Twin Peaks, ma per il resto anche a varie "soap per adolescenti" come 90210, Gossip Girl e Pretty Little Liars.

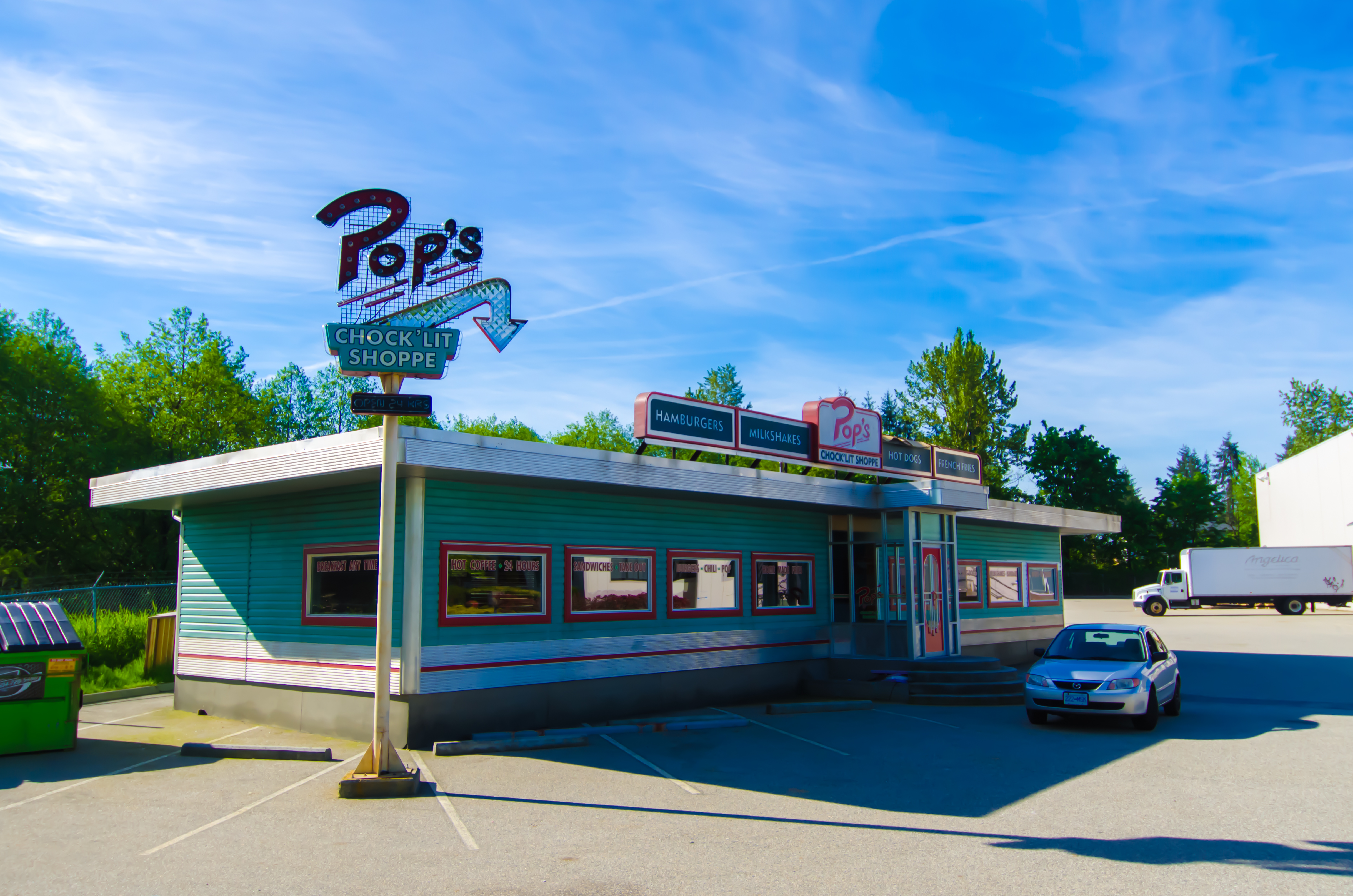
Il Chock'lit Shoppe situato a Langley, Vancouver

### Riprese
Le riprese del pilot sono iniziate il 14 marzo 2016 e si sono concluse il 1º aprile a Vancouver, nella British Columbia. La produzione dei rimanenti 12 episodi della prima stagione è iniziata il 7 settembre 2016 a Vancouver.
I set includono Chock'lit Shoppe di Pop Tate, una copia della tavola calda funzionante usata nel pilot che è così realistica che un autista di camion ha parcheggiato lì il suo 18-wheeler, credendo che fosse aperto. La seconda stagione è stata anche girata a Vancouver e nella vicina Fraser Valley. La veduta aerea di Riverdale è in realtà tratta dai filmati di repertorio della serie Pretty Little Liars e Gilmore Girls, e le ambientazioni storiche sono le stesse utilizzate in entrambe le serie sopracitate e in Hart of Dixie.
Le riprese della seconda stagione sono iniziate il 22 giugno 2017 e si sono concluse il 27 marzo 2018.
Le riprese della terza stagione sono iniziate il 6 luglio 2018 e si sono concluse il 13 aprile 2019.
Le riprese della quarta stagione sono iniziate l'8 luglio 2019 e poi sono state interrotte a causa della pandemia di COVID-19. Solo 19 dei 22 episodi ordinati della quarta stagione sono stati completati. Lo scrittore della serie Brian E. Paterson in seguito confermò che avrebbero girato i restanti due episodi della quarta stagione quando sarebbe stato sicuro farlo. La quarta stagione alla fine si è conclusa con l'episodio 19. I restanti tre episodi previsti per la stagione verranno utilizzati per l'inizio della quinta stagione. La serie conterrà quindi un salto temporale dopo quegli episodi. Nonostante una première successiva, la quinta stagione non dovrebbe avere un numero di episodi abbreviato.
Le riprese della quinta stagione sono iniziate il 14 settembre 2020. Il mese successivo, tuttavia, le riprese sono state sospese per una settimana a causa dei ritardi nei test COVID-19. Le riprese della quinta stagione si sono concluse il 1 giugno 2021.
Le riprese della sesta stagione sono iniziate il 30 agosto 2021 e si sono concluse il 16 giugno 2022.

### Omaggi ad altri film e serie TV
Diversi revisori hanno notato che i titoli delle puntate della serie sono spesso presi direttamente o leggermente modificati rispetto ai titoli dei film più vecchi. Ad esempio, De Elizabeth di TeenVogue sottolinea che l'episodio pilota di Riverdale è stato chiamato "River's Edge" come il film del 1987 con lo stesso nome, e il finale di stagione prende il nome dal 1997 The Sweet Hereafter. Il produttore esecutivo Roberto Aguirre-Sacasa osserva che questa è una scelta deliberata, al fine di suggerire cosa accadrà in quell'episodio. I riferimenti all'ambientazione fittizia dell'episodio Black Mirror "San Junipero" possono essere visti nella prima stagione e ascoltati tra i dialoghi nella seconda stagione.
Inoltre, Katie-Kouise Smith, di Popbuzz, nota che i titoli di apertura di Riverdale rispecchiano quelli della serie televisiva di Twin Peaks e sono intesi come omaggio al co-creatore di questa serie, David Lynch.

### Musica
Le performance musicali sono presenti in tutta la serie, una miscela di versioni di cover e originali. I brani eseguiti negli episodi vengono pubblicati come singoli digitali dopo la trasmissione; WaterTower Music ha pubblicato una compilation digitale delle canzoni della stagione 1 il 12 maggio 2017.
Un album dei punteggi di Blake Neely per la stagione 1 è stato pubblicato su compact disc da La-La Land Records e contemporaneamente scaricato da WaterTower Music, il 18 luglio 2017.
WaterTower Music ha pubblicato le canzoni eseguite nell'episodio musicale in un album digitale separato il 19 aprile 2018, con un'edizione in vinile rilasciata nei negozi Urban Outfitters il 13 luglio 2018.
La colonna sonora dell'episodio Capitolo cinquantuno: "Diciassettenni" è stata rilasciata il 21 marzo 2019. Una colonna sonora di Halloween, è stata pubblicata il 31 ottobre 2019.

## Distribuzione
La serie ha esordito il 26 gennaio 2017 sulla rete The CW. Il pilot era già stato proiettato al Comic-Con di San Diego il 23 luglio 2016.
Al di fuori degli Stati Uniti, Netflix ha acquisito i diritti di distribuzione in diversi paesi, quali Italia, Danimarca, Austria, Giappone, Canada e Regno Unito.
In italiano la serie va in onda dal 9 novembre 2017 sul canale a pagamento Premium Stories, mentre in chiaro dal 13 giugno 2018 su La 5 e dal settembre 2018 viene replicata su Italia 1. A partire dal 1º gennaio 2022, la prima parte della quinta stagione è resa disponibile in anteprima su Prime Video, già detentore dei diritti insieme a Netflix in Italia. La sesta stagione, invece, viene distribuita a partire dal 16 ottobre 2022 da Infinity+, che nel 2023 trasmette anche la settima e ultima stagione.

## Accoglienza
La prima stagione di Riverdale è stata accolta con una risposta generalmente positiva da parte dalla critica. Sull'aggregatore di recensioni Rotten Tomatoes ha un indice di gradimento dell'88%, con un voto medio di 7,25 su 10 basato su 219 recensioni; il consenso della critica è così riassunto: «Riverdale offre una divertente rivisitazione autoconsapevole del suo classico materiale originale che si rivela inquietante, strana, audace e soprattutto avvincente». Su Metacritic, la stagione ha un punteggio di 68 su 100 sulla base di 36 recensioni, indicando "recensioni generalmente favorevoli".
Per Megan Farokhmanesh di The Verge rappresenta il punto di arrivo più sensato del lungo e sperimentale passato della serie a fumetti, riuscendo a catturare la moderna cultura giovanile che i fumetti hanno rincorso per decenni spesso senza successo. Vicki Hyman del Newark Star-Ledger la presentò come un melodramma volubile e talvolta perverso che risulta coerente e coinvolgente, mentre per John Doyle del Globe and Mail è più di una classica serie per adolescenti, presentandosi come un ambizioso e audace prodotto "adulto", sovversivo e con tratti gotici. Secondo Robert Lloyd del Los Angeles Times è una sorta di incrocio tra Twin Peaks e Dawson's Creek, che può sembrare spesso prevedibile e poco naturale ma risultando comunque energico e seducente; per altri critici come Sonia Saraiya di Variety e James Poniewozik del New York Times tra i punti forti della serie, oltre allo stile visivo, vi è anche una buona dose di autoironia nella rappresentazione dei passaggi più ridicoli della trama e nell'uso degli stereotipi del genere.

## Riconoscimenti
- Saturn Award
  - 2017 – Miglior serie TV d'azione/thriller
  - 2017 – Breakthrough Performance Award per KJ Apa
  - 2017 – Candidatura al miglior giovane attore in una serie TV per KJ Apa
  - 2018 – Candidatura alla miglior serie TV d'azione/thriller
  - 2018 – Candidatura al miglior giovane attore in una serie TV per KJ Apa
  - 2018 – Candidatura al miglior giovane attore in una serie TV per Cole Sprouse
  - 2018 – Candidatura al miglior giovane attore in una serie TV per Lili Reinhart
  - 2019 – Candidatura alla miglior serie TV d'azione/thriller
  - 2019 – Candidatura al miglior giovane attore in una serie TV per KJ Apa
  - 2019 – Candidatura al miglior giovane attore in una serie TV per Cole Sprouse
  - 2021 – Candidatura alla miglior serie TV d'azione/thriller
  - 2022 – Candidatura alla miglior serie TV fantasy
- MTV Movie & TV Awards
  - 2018 – Miglior ruba-scena per Madelaine Petsch
  - 2018 – Candidatura alla miglior serie TV
  - 2018 – Candidatura al miglior bacio per KJ Apa e Camila Mendes
  - 2019 – Candidatura alla miglior serie TV
  - 2019 – Candidatura al miglior bacio per Camila Mendes e Charles Melton
- People's Choice Awards
  - 2018 – Miglior serie drammatica
  - 2018 – Candidatura alla miglior star maschile in una serie TV per Cole Sprouse
  - 2018 – Candidatura alla miglior star femminile in una serie TV per Camila Mendes
  - 2018 – Candidatura alla miglior star in una serie TV drammatica per KJ Apa
  - 2019 – Miglior star maschile in una serie TV per Cole Sprouse
  - 2019 – Candidatura alla miglior star maschile in una serie TV per KJ Apa
  - 2019 – Candidatura alla miglior star femminile in una serie TV per Camila Mendes
  - 2019 – Candidatura alla miglior star femminile in una serie TV per Lili Reinhart
  - 2019 – Candidatura alla miglior star in una serie TV drammatica per Lili Reinhart
  - 2020 – Miglior serie drammatica
  - 2020 – Miglior star maschile in una serie TV per Cole Sprouse
  - 2020 – Candidatura alla miglior star femminile in una serie TV per Lili Reinhart
  - 2020 – Candidatura alla miglior star maschile in una serie TV drammatica per Cole Sprouse
- Teen Choice Awards
  - 2017 – Miglior serie TV drammatica
  - 2017 – Miglior serie TV emergente
  - 2017 – Miglior attore in una serie TV drammatica per Cole Sprouse
  - 2017 – Miglior star emergente in una serie TV per Lili Reinhart
  - 2017 – Choice TV Ship per Cole Sprouse e Lili Reinhart
  - 2017 – Miglior ruba-scena per Camila Mendes
  - 2017 – Miglior crisi isterica per Madelaine Petsch
  - 2017 – Candidatura alla miglior star emergente in una serie TV per KJ Apa
  - 2018 – Miglior serie TV drammatica
  - 2018 – Miglior attore in una serie TV drammatica per Cole Sprouse
  - 2018 – Miglior attrice in una serie TV drammatica per Lili Reinhart
  - 2018 – Miglior cattivo in una serie TV per Mark Consuelos
  - 2018 – Miglior star emergente in una serie TV per Vanessa Morgan
  - 2018 – Choice TV Ship per Cole Sprouse e Lili Reinhart
  - 2018 – Miglior ruba-scena per Vanessa Morgan
  - 2018 – Miglior crisi isterica per Madelaine Petsch
  - 2018 – Miglior bacio per Cole Sprouse e Lili Reinhart
  - 2018 – Candidatura al miglior attore in una serie TV drammatica per KJ Apa
  - 2018 – Candidatura alla miglior attrice in una serie drammatica per Camila Mendes
  - 2018 – Candidatura alla Choice TV Ship per KJ Apa e Camila Mendes
  - 2019 – Miglior serie TV drammatica
  - 2019 – Miglior attore in una serie TV drammatica per Cole Sprouse
  - 2019 – Miglior attrice in una serie TV drammatica per Lili Reinhart
  - 2019 – Choice TV Ship per Cole Sprouse e Lili Reinhart
  - 2019 – Candidatura al miglior attore in una serie TV drammatica per KJ Apa
  - 2019 – Candidatura alla miglior attrice in una serie TV drammatica per Camila Mendes
  - 2019 – Candidatura alla Choice TV Ship per Madelaine Petsch e Vanessa Morgan
- Critics' Choice Awards
  - 2021 – Candidatura alla miglior attrice in una serie di supereroi per Lili Reinhart
- Kids' Choice Awards
  - 2019 – Candidatura alla miglior serie TV drammatica
  - 2021 – Candidatura alla miglior attrice in una serie TV per Camila Mendes
- Leo Awards
  - 2017 – Candidatura alla miglior scenografia in una serie drammatica per Tyler Bishop Harron
  - 2018 – Miglior fotografia in una serie drammatica per Brendan Uegama per l'episodio La casa del diavolo
  - 2018 – Miglior scenografia in una serie drammatica per Tony Wohlgemuth
  - 2018 – Candidatura alla miglior serie drammatica per Connie Dolphin
  - 2018 – Candidatura alla miglior attrice guest in una serie drammatica per Tiera Skovbye per l'episodio I ragazzi della 56ª strada
  - 2018 – Candidatura ai migliori costumi in una serie drammatica per Rebekka Sorensen-Kjelstrup per l'episodio A prova di morte
  - 2018 – Candidatura al miglio design di una sigla per Brian Lyster per l'episodio Codice mistero
  - 2019 – Miglior fotografia in una serie drammatica per Brendan Uegama per l'episodio Una notte indimenticabile
  - 2019 – Miglior scenografia in una serie drammatica per Tony Wohlgemuth per l'episodio La dalia rossa
  - 2019 – Candidatura alla miglior fotografia per Ronald Richard per l'episodio Le colpe dei padri
  - 2020 – Migliori costumi in una serie drammatica per Rebekka Sorensen-Kjelstrup
  - 2020 – Candidatura alla miglior serie drammatica per Scott Graham e Gabriel Correa
  - 2020 – Candidatura alla miglior regia in una serie drammatica per Gabriel Correa
  - 2020 – Candidatura alla miglior fotografia in una serie drammatica per Ronald Richard
  - 2020 – Candidatura al miglior coordinamento stunt in una serie drammatica per Jodi Stecyk
  - 2020 – Candidatura al miglior trucco in una serie drammatica per Juliana Vit, Elisabeth Jolliffe, Jennifer Machnee, Davina Faye, Jacky Wilkinson
  - 2021 – Miglior scenografia in una serie drammatica per Dustin Farrell, Jaclyn Kenney, Megan Poss
  - 2021 – Miglior fotografia in una serie drammatica per Ronald Richard
  - 2021 – Candidatura alla miglior serie drammatica per Scott Graham e Gabriel Correa
  - 2022 – Migliori costumi per una serie drammatica per Rebekka Sorensen-Kjelstrup, Daneen McArthur, Jordan Hintz, Stephanie Pols, Mary Wiseman per l'episodio The Witching Hour(s)
  - 2022 – Candidatura alla miglior serie drammatica per Scott Graham e Gabriel Correa
  - 2022 – Candidatura alla miglior regia in una serie drammatica per Steven A. Adelson per l'episodio Purgatorio
  - 2022 – Candidatura alla miglior fotografia in una serie drammatica per Ronald Richard per l'episodio Reservoir Dogs
  - 2022 – Candidatura al miglior attore guest in una serie drammatica per Oliver Rice per l'episodio Mr. Cypher
  - 2022 – Candidatura alla miglior coreografia in una serie drammatica per Heather Laura Gray per l'episodio Next to Normal
  - 2022 – Candidatura alla miglior scenografia in una serie drammatica per Dustin Farrell, Denise Nadredre, Michael Graeme Osborn, Jenny Seinen per l'episodio Strange Bedfellows
- The Joey Awards
  - 2020 – Candidatura al miglior attore non protagonista (10-20 anni) in una serie TV per Brock Brown
- Young Entertainer Awards
  - 2018 – Candidatura alla migliore attrice guest in una serie TV per Kadence Kendall Roach
  - 2020 – Candidatura alla migliore attrice guest in una serie TV per Hannah Bos

## Serie ambientate nello stesso universo

### Le terrificanti avventure di Sabrina
Nel settembre del 2017 è stata annunciata la produzione di una serie ambientata nello stesso universo di Riverdale, Le terrificanti avventure di Sabrina, adattamento dell'omonimo fumetto della Archie Comics, che vede protagonista la mezza strega Sabrina Spellman. Il progetto, inizialmente sviluppato dalla Warner Bros. Television e dalla Berlanti Productions per la stagione televisiva 2018-2019 della CW, il 1º dicembre 2017 è stato acquisito da Netflix, la quale già distribuisce Riverdale internazionalmente, che ha formalmente ordinato la produzione di due stagioni da 9 episodi ciascuna. L'episodio pilota è stato scritto e diretto da Roberto Aguirre-Sacasa, produttore esecutivo insieme a Greg Berlanti, Sarah Schechter, Jon Goldwater e Lee Toland Krieger. Il 5 gennaio 2018 è stato annunciato che Kiernan Shipka avrebbe interpretato Sabrina. La serie è stata poi rinnovata per una terza e una quarta parte, entrambe di 8 episodi.
Il 10 luglio 2020 la serie è stata cancellata.

### Katy Keene
Nell'agosto del 2018 è stato annunciato uno spin-off ambientato nello stesso universo di Riverdale, ovvero Katy Keene, adattamento dell'omonimo fumetto della Archie Comics. La protagonista, Katy Keene, sarà interpretata da Lucy Hale. Al cast si uniscono anche Jonny Beauchamp nel ruolo di Jorge (Ginger) Lopez e Julia Chan nel ruolo di Pepper Smith. Camille Hyde sarà Alexandra Cabot, mentre Lucien Laviscount interpreterà il fratello Alexander Cabot. Il personaggio di Josie, interpretato da Ashleigh Murray, già presente in Riverdale, apparirà nella serie. Zane Holtz interpreterà il ruolo di Ko Kelly e Katherine LaNasa interpreterà Gloria Grandbilt.
Il 2 luglio 2020 la serie è stata cancellata.